# Valet parking

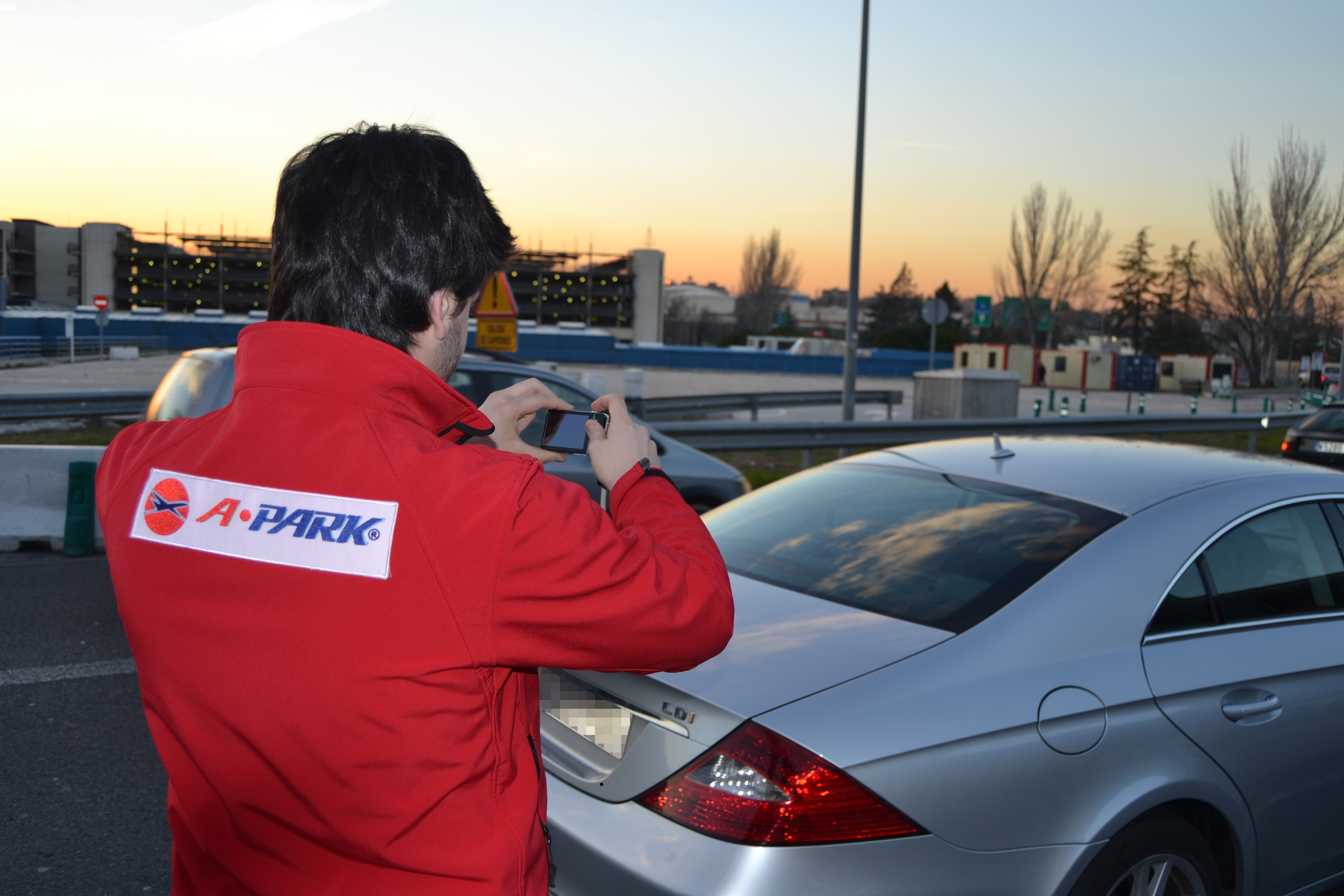
Trabajador de la empresa de valet parking Airpark Aparcacoches, en Madrid (España).

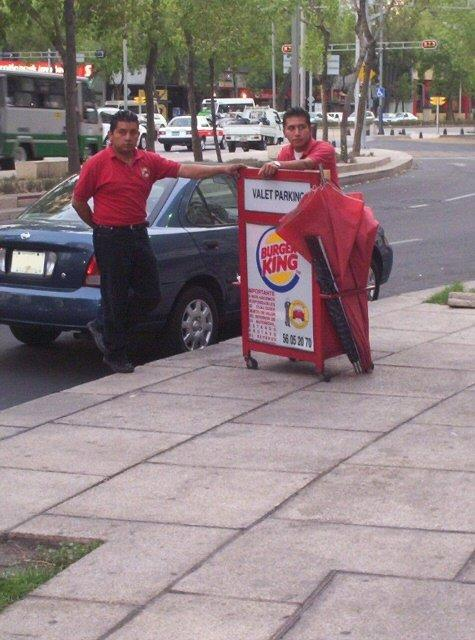
Servicio de aparcacoches en un restaurante Burger King, en la Ciudad de México.

El valet parking o servicio de aparcacoches es un servicio de estacionamiento que ofrecen algunos restaurantes, tiendas y otros negocios. A diferencia del "aparcamiento automático", en el que los clientes encuentran una plaza de aparcamiento por sí mismos, los vehículos de los clientes son aparcados por una persona llamada valet. Este servicio requiere el pago de una tarifa por parte del cliente o el establecimiento lo ofrece de forma gratuita.

## Explicación
Un valet suele ser un empleado del establecimiento o un empleado de un servicio de valet de terceros. Cuando hay una tarifa, generalmente es una cantidad fija o una tarifa basada en el tiempo que el automóvil permanece estacionado. En los Estados Unidos es costumbre dar propina al valet que estaciona el auto. El servicio de valet parking se ofrece con mayor frecuencia (y es más útil) en áreas urbanas, donde el estacionamiento es escaso, aunque algunas empresas de lujo ofrecen valet parking como servicio opcional, aunque el estacionamiento sin asistencia puede estar fácilmente disponible. Por ejemplo, en zonas suburbanas ricas como Silicon Valley de California, algunos hospitales (como el Centro Médico de la Universidad de Stanford) ofrecen servicio de aparcacoches para comodidad de los pacientes y sus visitantes.
Algunos automóviles vienen con una llave adicional, conocida como llave de valet, que enciende el encendido y abre la puerta del lado del conductor, pero evita que el valet tenga acceso a los objetos de valor que se encuentran en el maletero o la guantera.

## Eficiencia
La principal ventaja del servicio de aparcacoches es la comodidad. Los clientes no tienen que caminar desde un lugar de estacionamiento lejano con cargas pesadas. Muchos conductores discapacitados dependen del servicio de valet parking cuando no pueden caminar desde y hacia un lugar de estacionamiento distante. Del mismo modo, las personas que no tienen tiempo para buscar una plaza de aparcamiento pueden aparcar sin problemas. El servicio de aparcacoches es especialmente conveniente cuando hace mal tiempo. La mayoría de los asistentes de valet profesionales están bien asegurados y conocen casi todas las marcas y modelos de automóviles y sus peculiaridades; incluidos sistemas de alarma no originales y encendidos sin llave.
Una ventaja del servicio de aparcacoches es que es posible meter más coches en un espacio físico determinado, en lo que generalmente se conoce como "aparcamiento apilado". El aparcacoches tiene todas las llaves y puede aparcar los coches a dos o más profundidades, ya que puede apartar los coches del camino para liberar un coche atascado.
Otro tipo de apilamiento se llama apilamiento en carriles. Este método es útil para eventos en los que todos los invitados llegan aproximadamente al mismo tiempo, como una recepción de boda. El objetivo de este procedimiento es mantener el carril (o carriles) del tráfico entrante fluyendo hacia adelante para que los huéspedes se ahorren un largo tiempo de espera para el servicio de valet. Este método generalmente se logra designando a uno o dos de los valet como "apiladores", quienes simplemente "empujan" cada automóvil hasta unos quince metros y lo preparan para una rápida "llevada" para que el valet que regresa lo estacione. Luego, el proceso se repite hasta que todos los autos estén estacionados, utilizando tanto espacio de carril como sea posible, mientras los carriles se mantienen en movimiento.
Una ventaja adicional del servicio de aparcacoches, además del apilamiento, es que los aparcacoches pueden aparcar los coches más cerca y más rectos de lo que pueden aparcar algunos clientes. Esto ahorrará espacio en el estacionamiento o garaje y evitará la molestia de ir a diferentes pisos amontonando todo.
Un servicio de valet eficiente implementará (o al menos preparará) un sistema para manejar la cantidad esperada de automóviles e invitados. Esto puede incluir, entre otros, cualquiera de los siguientes: recepcionistas, apiladores y estacionadores designados, un sistema para marcar la ubicación de los automóviles y, a veces, incluso un servicio de transporte para valet en lugares grandes para acelerar los tiempos de devolución de los automóviles en el final del evento.

## Lujo
El servicio de aparcacoches también añade un toque de lujo en comparación con el aparcamiento sin asistencia. Muchos lugares y eventos que ofrecen servicio de valet parking brindan toques adicionales, como llevar el automóvil al frente, abrir las puertas para el invitado y, en casos excepcionales, limpieza y detalles del vehículo.

## Lugares
Como se describió anteriormente, varios tipos diferentes de lugares ofrecen servicio de valet parking. Éstas incluyen:
- Evento único: estos valets generalmente se contratan solo por la noche y tienen roles asignados para mayor eficiencia. El estacionamiento puede estar en una ubicación fuera del sitio que pueda albergar muchos automóviles y puede variar desde un campo de tierra hasta un estacionamiento de varios pisos. También podría estar en las calles cercanas al lugar de recogida. En una boda los coches se pueden apilar en orden, respetando la jerarquía de importancia de los visitantes. Por ejemplo, en una fiesta ejecutiva de una compañía petrolera de Medio Oriente, los vehículos podrían estar apilados en orden de importancia de los ejecutivos de la compañía.
- Ubicación del restaurante o bar: en este entorno, el estacionamiento suele estar en el propio lote del establecimiento, pero también puede ser una sección bloqueada de un estacionamiento cercano o un lote de varios niveles. A menudo, una docena de lugares al frente estarán reservados para los grandes gastadores o los visitantes frecuentes. Cuando el restaurante no esté ocupado, los vehículos más bonitos, originales o más nuevos estarán aparcados delante del restaurante. Esto puede ser una estipulación de ventas y marketing. Los restaurantes que intentan atraer turistas pueden estacionar vehículos de alquiler o vehículos comunes enfrente. Los restaurantes caros que buscan atraer a clientes menos frugales pueden aparcar coches caros delante, incluidos los de los empleados o propietarios del restaurante.
- Bar o entorno urbano abarrotado: aquí, el espacio es un bien escaso, pero los coches en la calle pueden tener una gran influencia en la clientela del interior.
- Ubicación del hotel: Los hoteles pueden ser de todos los tipos mencionados anteriormente. Lotes, lotes multicapa, estacionamientos, estructuras hidráulicas, estacionamientos al frente, estacionamientos atrás, lanzaderas para propietarios de automóviles, lanzaderas para valet y más. La mayor diferencia entre hoteles y otros tipos es el costo. Los hoteles suelen cobrar el doble o más por el servicio de aparcacoches en comparación con bares, restaurantes y eventos importantes. Generalmente esto se debe a un mercado cautivo y a la necesidad de estacionamiento nocturno.
- Aeropuertos: En el Reino Unido, las empresas han ofrecido servicio de aparcacoches en los aeropuertos. El servicio también se ofrece al aparcar en un hotel de aeropuerto.
- Casinos: Los principales casinos de EE. UU., en particular los de Las Vegas, Atlantic City, las Cataratas del Niágara y la mayoría de los casinos nativos americanos más grandes, ofrecen servicio de valet parking gratuito o de bajo costo.
- Hospitales
- Centros comerciales: Los grandes centros comerciales con un alto volumen de tráfico a menudo resultan en instalaciones de estacionamiento llenas. Algunos centros comerciales ofrecen valet (con cargo) para estacionar el vehículo en una ubicación temporal o en un lote reservado. Las llaves se entregan al valet y se emite un billete al conductor. Al regresar el cliente, el valet conducirá el vehículo de regreso a la cabina de valet. Se pueden encontrar valedores de estacionamiento temporales en centros comerciales durante los principales períodos festivos, como Navidad.

## Equipo de valet parking
El equipo de valet parking común incluye artículos tales como podios de valet y cajas de llaves para guardar y proteger las llaves y vales de valet que se utilizan para realizar un seguimiento de las llaves y sus vehículos correspondientes. Algunos proveedores de valet parking también utilizan sombrillas y carteles especialmente diseñados para dirigir a los clientes o mostrar los precios.

## Servicio de aparcacoches
En algunas zonas urbanas donde el estacionamiento es excepcionalmente escaso, los eventos y las universidades a veces patrocinan un servicio de valet parking para bicicletas. Este servicio normalmente es gratuito y se ofrece para fomentar el uso de bicicleta hasta el lugar.

## Valet Parking para motocicletas
El servicio de valet parking para motocicletas se puede encontrar en la ciudad de Surakarta, Indonesia, incluido el servicio de valet parking para motocicletas por primera vez en el mundo, y se puede encontrar en Pasar Gede, Pasar Singosaren, Pasar Sidodadi, Pasar Kleco, Pasar Klewer.